# Virus GB-C
El virus GB C (GBV-C), antigament conegut com a virus de l'hepatitis G (HGV) i també conegut com a pegivirus humà - HPgV, és un virus de la família Flaviviridae i un membre del Pegivirus. Se sap que infecta humans, però no se sap que provoqui malalties humanes. Els pacients amb VIH coinfectats amb GBV-C poden sobreviure més temps que els que no tenen GBV-C, però això també pot tenir altres causes. S'estan investigant els efectes del virus sobre el sistema immunitari en pacients coinfectats amb GBV-C i VIH.